# Eclissa

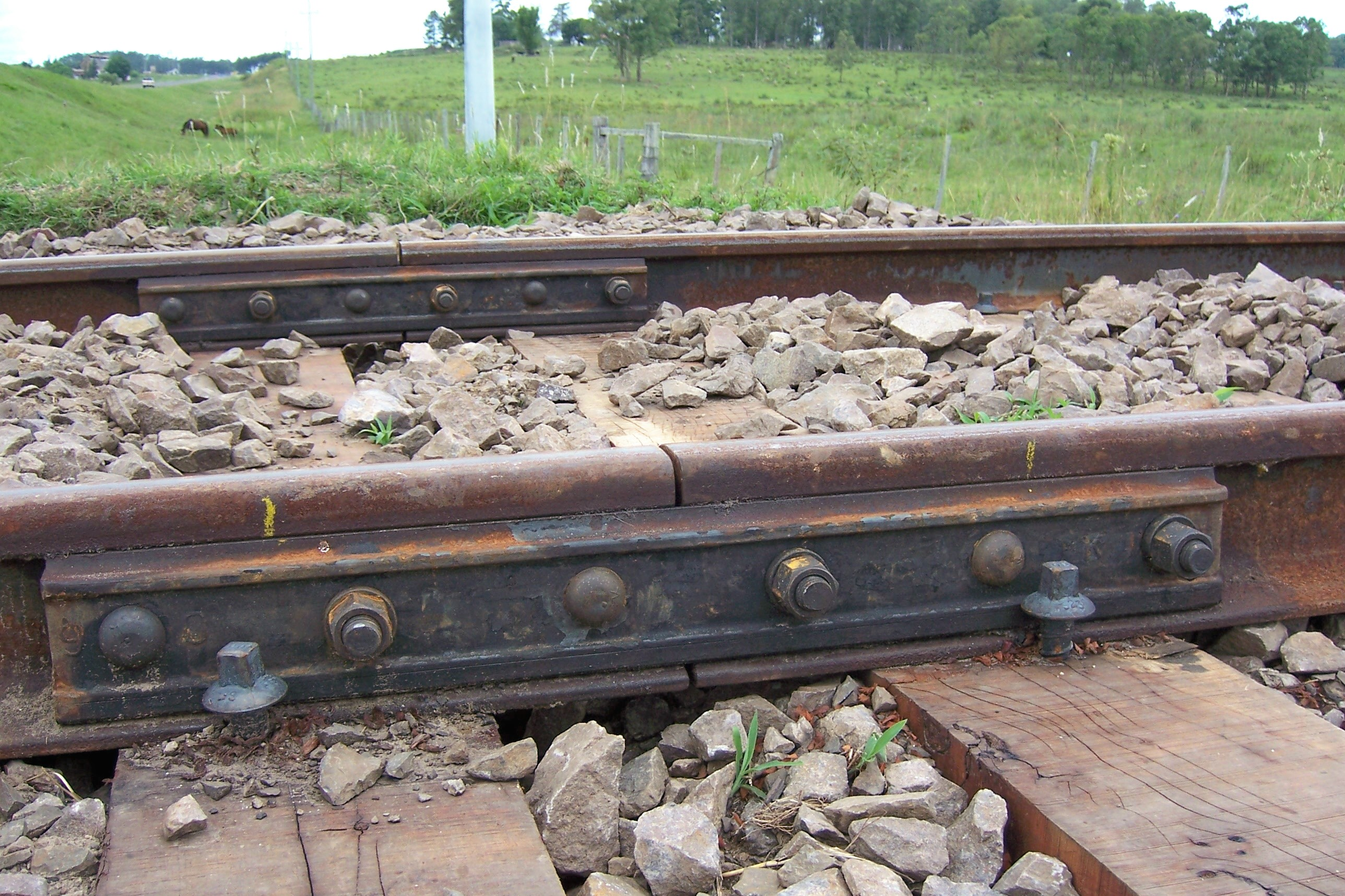
União de carris por meio de eclissas e parafusos.

As eclissas (português europeu) ou tala de junção (português brasileiro) são elementos de união dos carris das ferrovias. Actualmente as uniões são asseguradas por soldadura topo a topo.